# Wskaźnik ulistnienia
Wskaźnik ulistnienia, LAR (ang. leaf area ratio) – wskaźnik służący do analizy produktywności roślin, wyrażany w jednostkach powierzchni liści (A) przypadającej na masę liści i całej łodygi (W).
LAR = A/W
Wskaźnik pozwala na analizę kosztów i zysków związanych z budową morfologiczną roślin w zależności od warunków środowiska. Duża powierzchnia liści w stosunku do masy pędu może być korzystna w sytuacji, gdy fotosynteza może zachodzić intensywnie, gdy liście mają znaczną żywotność, oraz gdy łodyga jest długowieczna. Wykazano, że u roślin przystosowanych do klimatu zimnego wielkość parametru LAR ma wpływ na względną szybkość wzrostu (RGR) tylko przy wysokich temperaturach.